# Campbell Smith Collection
Die Campbell Smith Collection (Pretoria, Südafrika) umfasst über 470 Werke, hauptsächlich von schwarzen südafrikanischen Künstlern, die über einen Zeitraum von 20 Jahren zusammengetragen wurden. Die Sammlung, die vor allem narrative und figurative Kunst betont, dokumentiert die Erfahrungen schwarzer Südafrikaner während der späten Kolonialzeit, der Apartheid und der Zeit danach. Als eine der größten privaten Kunstsammlungen Südafrikas stellt sie eine der umfassendsten und kohärentesten Quellen des Landes zu Künstlern dar, die während der Apartheid systematisch vernachlässigt wurden. Die Sammlung ist heute in digitaler Form als Archivressource zugänglich.

## Historischer Kontext
Im 20. Jahrhundert wurde die Entwicklung eines südafrikanischen Kunstkanons durch die vorherrschenden kolonialen und rassistischen Diskurse stark eingeschränkt. In dieser Zeit konzentrierten sich südafrikanische Museen und Sammler fast ausschließlich auf europäische Kunst, während südafrikanische Künstler kaum Beachtung fanden. Nach der Unabhängigkeit Südafrikas blieb die kulturelle und politische Macht im Wesentlichen in den Händen der weißen Bevölkerung, was unweigerlich Einfluss darauf hatte, welche Künstler als repräsentativ für das Land angesehen wurden.
Schwarze Künstler wurden in dieser Entwicklung weitgehend ignoriert, da ihre Werke als rein ethnographische Objekte und nicht als Kunst im westlichen Sinne betrachtet wurden. Bücher wie „Our Art“ enthielten keine Werke schwarzer Künstler. Ab den 1920er Jahren begannen jedoch immer mehr schwarze Künstler, moderne Stile und westliche Materialien zu verwenden, wodurch eine neue Kunstsprache entstand, die traditionelle und moderne Elemente miteinander verband. Diese Künstler, die oft aus ländlichen und städtischen Kontexten stammten, brachten komplexe und vielschichtige Perspektiven auf das Leben am Rande der Gesellschaft zum Ausdruck. Trotz ihrer Bemühungen wurden sie von der weißen Kunstwelt an den Rand gedrängt und hatten nur begrenzten Zugang zu Bildungsmöglichkeiten, Ausstellungen und nationalen Sammlungen.
Die Campbell Smith Collection entstand in der Zeit nach wichtigen Ausstellungen wie „Tributaries“ (1985) und „The Neglected Tradition“ (1988), die der modernen schwarzen Kunst in Südafrika erstmals breite Anerkennung verschafften und damit einen alternativen Kunstkanon eröffneten. Campbell Smith setzte sich mit großem Engagement dafür ein, diese Tradition fortzusetzen und eine Sammlung aufzubauen, die als Ausgangspunkt für eine neue Geschichtsschreibung der südafrikanischen Kunst dienen könnte. Die Sammlung spiegelt Campbell Smiths Faszination für narrative Darstellungen wider und vermittelt soziale und historische Einblicke in die südafrikanische Gesellschaft.

## Bruce Campbell Smith
Bruce Campbell Smith hat sein Leben dem Sammeln von Werken dieser Künstler gewidmet, oft auf Kosten seines eigenen materiellen Wohlergehens. Sein Engagement gilt als wichtiger Beitrag zur Dokumentation und Bewahrung einer Kunst, die während der Apartheid und der Kolonialzeit kaum Anerkennung fand. Seine Sammlung bewahrt die Werke von Künstlern, die unter schwierigen Bedingungen lebten, und schafft ein umfassendes Archiv für zukünftige Generationen.

## Künstlerliste
Biografien der Künstler:
- Ben Arnold, Omar Badsha, Hilda Bernstein, Willie Bester, Gerard Bhengu, Gregoire Boonzaier, Arthur Butelezi, Chauke Family, Peter Clarke, W.H. Coetzer, Welcome Danca, Sibusiso Duma, Diederick During, Dumile Feni, Emily Fern, Judith Gluckman, Constance Greaves, S’Celo Hlongwa, Jackson Hlungwani, Gavin Jantjes, Sfiso Ka-Mkame, Dorothy Kay, Job Kekana, Thomas Kgope, Eli Kobeli, Welcome Koboka, Dezso Koenig, Vincent Kubeka, Sydney Kumalo, Amos Langdown, Maggie Laubser, Ezrom Legae, Simon Lekgetho, Neville Allan Lewis, Lippy Lipshitz, Zan Louw, Noria Mabasa, Fikile Magadledla, Judus Mahlangu, Zamani Romeo Makhanya, Trevor Makhoba, Enos Makhubedu, Joseph Manana, Ernest Mancoba, Billy Mandindi, Louis Maqhubela, Joe Maseko, Mizream Maseko, Colbert Mashile, Johannes Maswanganyi, Leonard Matsoso, Azaria Mbatha, Eric Mbatha, Gladys Mgudlandlu, M.T. Mhlongo, Mbongiseni Jerome Mkhize, Simon Mnguni, David Mogano, John Koenakeefe Mohl, Nathaniel Mokgosi, Julian Motau, Tommy Motswai, Harry Moyaga, Clifford Mpai, George Msimang, Zwelethu Mthethwa, Myeza Mthokozisi, John Muafangejo, Nelson Mukhuba, Lucy Mullins, Albert Munyai, Selby Mvusi, Sipho Ndebele, Ephraim Ngatane, Lindelani Ngwenya, Sam Nhlengethwa, Hezekiel Ntuli, Derrick Nxumalo, Frederick Hutchinson Page, George Pemba, Marianne Podlashuc, Alexis Preller, Dan Rakgoathe, Philip Rikhotso, Winston Saoli, Johannes Segogela, Gerard Sekoto, Phuthuma Seoka, Cyprian Shilakoe, Paul Sibisi, Sithembiso Sibisi, Durant Sihlali, Lucas Thandokwazi Sithole, Themba Siwela, Cecil Skotnes, Irma Stern, Alfred Thoba, Enoch Tshabalala, Barbara Tyrrell, Maurice Van Essche, Mary Van Wyk, Margorie Wallace, Clive Zamani Xaba, Vuminkosi Zulu, Tito Zungu, Manfred Zylla.[5]